# Сеут III
Сеут III или Севт III (старогрчки: Σεύθης; око 380. п. н. е. – око 300. п. н. е. ) био је владар Одриског краљевства у Тракији у последњој четвртини 4. века пре нове ере. Сеут III је припадао владајућој одриској краљевској породици Терезида. Године 342/341. п. н. е., Одриско краљевство је освојио Филип II Македонски. Сеут је задржао власт над земљама у горњем току Тонса, признајући врховну власт Македоније. Након пораза војске македонског гувернера у Тракији Зопириона између 331. и 325. п. н. е. у бици са Скитима или Гетима, Сеут III је одлучио да се побуни. Оживљавање Одриске државе није довело до обнове краљевства у његовим некадашњим границама. Последица Сеутовог устанка била је подела бивших поседа Одриског краљевства на два дела са нејасним границама - под влашћу Македонаца и под влашћу Одриса. Године 323. п. н. е., Лизимах је постао македонски гувернер у Тракији. Битка између трупа Сеута III и Лизимаха није открила победника. Претпоставља се да је између војсковођа закључен мировни споразум, чији детаљи нису познати. Десет година касније, 313. п. н. е., Сеут III је подржао устанак грчких градова на обали Црног мора против Лизимаха. Након још једне битке са Македонцима, поново је закључен мировни споразум између Сеута III и Лизимаха. Према једној верзији, он је укључивао закључивање брачних савеза између трачког краља и Лизимахове ћерке Беренике, као и између Лизимаха и рођака Сеута III.
Оснивање града Севтопољ, који је постао престоница Одриског краљевства, повезује се са именом Сеута III.

## Биографија
Севт је припадао краљевској одриској породици Терезида. Претпоставља се да је рођен око 380. године пре нове ере. Према једној верзији, Сеут III је био син краља Котиса I, према другој, представљао је одређену споредну грану краљевске породице. Године 342/341. п. н. е., македонски краљ Филип II освојио је Одриско краљевство и припојио га својој држави. Према Полијену, хипарх под последњим одриским краљем пре македонског освајања, Керсоблептом, био је Сеут. Могуће је да је Сеут, хипарх Керсоблепта, идентичан Сеуту III. Након анексије Македоније, Сеут је можда обезбедио подршку Филипа II. Задржао је своје земљишне поседе и чак почео изградњу града Сеута. Под наследником Филипа II, Александром, Македонијом је управљао његов намесник Антипатар. Према једној верзији, Сеут III је успео да успостави добре односе са њим и чак се оженио његовом рођаком Береником.

## Одриско краљевство у 5.-3. веку
У 330-им годинама, одриски аристократ Ребула је живео у Атини, према епиграфици, „син Севта и брат Котиса“. Атињани су са почастима примили одриског изасланика, изјавили своју посвећеност претходним уговорима са Одриским краљевством, па чак и доделили Ребули држављанство. У историографији постоји неколико супротстављених верзија у вези са пореклом Ребуле и сврхом његовог боравка у Атини. Према историчарима, мисија је била дипломатске природе и била је повезана са побуном Мемнона.
Између 331. и 325. године пре нове ере, македонски гувернер у Тракији, Зопирион, предузео је поход на север и опсео црноморски град Олбију. Није успео да освоји овај град и на повратку је погинуо заједно са целом својом војском у степској зони између Дунава и Дњестра. Упркос учешћу Одриса у македонској војсци, укључујући и током Александрових освајачких похода, они нису губили наду да ће повратити своју независност и обновити своју државност. У том контексту, Сеут је одлучио да се побуни против Македонаца. У то време, Македонци су владали Тракијом 10-15 година. Након више од једног и по века историје Одриског краљевства, Трачани их нису доживљавали као пуноправне и легитимне владаре. Овај фактор је допринео брзој обнови Одриског краљевства, предвођеног Сеутом, представником бивше краљевске династије. Оживљавање одриске државности није довело до обнове краљевства у његовим некадашњим границама. Ако је на врхунцу своје моћи одриски краљ Ситалк, према Диодору Сицилијском, могао да окупи војску од 120 хиљада пешадинаца и 50 хиљада коњаника, онда је под Сеутом III исти аутор проценио одриску војску на двадесет хиљада пешадинаца и осам хиљада коњаника. Сеутова побуна довела је до поделе бивших поседа Одриског краљевства на два дела са нејасним границама - под влашћу Македонаца и под влашћу Одриса.
Пораз Зопириона и, као резултат тога, ситуација у Европи која је измицала контроли постали су један од фактора због којих је Александар наложио свом команданту Кратеру да поведе појачања од десет хиљада ветерана у Македонију и замени Антипатра на месту гувернера европског дела царства. Кратерово путовање је било изузетно лежерно. До Александрове смрти у јуну 323. године пре нове ере, био је у Кјузима.
Након Александрове смрти, царство је подељено. Тракија и суседне земље пребачене су под контролу Александровог бившег телохранитеља из породице Лизимаха, кога је нови регент царства, Пердика, сматрао војним вођом лојалним њему лично.
Након Александрове смрти, Грци су започели рат за независност од Македоније. У том контексту, гувернер Македоније, Антипатар, није могао да се носи са трачким проблемима. Истовремено, именовање Лизимаха за македонског гувернера у Тракији имало је за циљ смањење Антипатеровог утицаја у Европи. Према Диодору Сицилијском, након Лизимаховог доласка, Севт је „повео двадесет хиљада пешадинаца и осам хиљада коњаника на бојно поље“. Иако су Лизимахове снаге биле неколико пута мање, не више од четири хиљаде пешадинаца и само две хиљаде коњаника, састојале су се од ветерана Александрових похода и биле су знатно супериорније од Трачана у погледу обуке. Као резултат жестоке битке, Лизимах је претрпео велике губитке, „убивши много пута више непријатеља“. Оба команданта су била приморана да се врате у своје логоре, а битка није открила јасног победника. Накнадни низ догађаја није поуздано познат. Следећи помен Сеута III у писаним изворима везује се за догађаје из 313. године пре нове ере. У исто време, према нумизматичким налазима, Одриси су ковали сопствени новац између 323. и 313. године пре нове ере. Можда се одиграла још једна битка између трупа Сеута III и Лизимаха. Претпоставља се да је на крају закључен мировни споразум између два владара Тракије, чији детаљи нису познати. Сеута III је владао у региону горњег и средњег тока Тонса и није плаћао данак Лизимаху, односно однос са македонским владаром не може се назвати вазалским.
Године 313. п. н. е., Севт III је подржао устанак грчких градова црноморске обале против Лизимаха. Можда се на тај начин надао да ће проширити свој утицај у југоисточној Тракији. Устанак се одиграо у контексту Трећег рата дијадоха. Могуће је да је Сеутова III одлука да крене у рат била инспирисана Антигоновим изасланицима. Према Диодору Сицилијском, Лизимах је био приморан да се врати у Тракију услед ове ситуације: „Међутим, када је стигао до Хемовог превоја, затекао је Сеута, трачког краља који је прешао Антигону, како брани превоје мноштвом војника. У бици која је трајала прилично дуго, Лизимах је изгубио много својих људи, али је уништио велики број непријатеља и победио варваре.“ Поново је закључен мировни споразум између два трачка владара. Можда је укључивао и брачне савезе. Паусанија је, описујући поступке Александра, Лизимаховог сина, тврдио да је он син извесне „Одриске жене“. Х. Лунд је сугерисао да је племенита Одриска постала једна од Лизимахових жена када је закључио мир са Севтом III. Историчар је такође нагласио да је Севт III, према епиграфским подацима, имао жену са македонским именом Береника, са којом је имао четири сина. По њеном мишљењу, то је била ћерка Лизимаха, који је удат када је закључен мир.
Детаљи о животу Севта III после 313. године пре нове ере нису познати. Д. Попов је датирао његову смрт у период између 302/301. и 297. године пре нове ере, В. О. Никишин - „око 300. године пре нове ере“, М. Манов - најкасније до 279. године пре нове ере.

## Извори
1. ↑  Manov, Metodi Yordanov (2019-10-05). „THE HELLENISTIC TOMB WITH GREEK INSCRIPTION FROM SMYADOVO, BULGARIA – RECONSIDERED”. JOURNAL OF ANCIENT HISTORY AND ARCHAEOLOGY. 6 (3). ISSN 2360-266X. doi:10.14795/j.v6i3.437.
2. ↑  Полевщиков, А. В. (2022-03-03). „Д. О. Иванов, А. И. Мелуа, А. Д. Ноздрачев. Академики Победы Под общей редакцией А.И. Мелуа.”. Вестник Российской академии наук. 92 (1): 971. ISSN 0869-5873. doi:10.31857/s0869587322010078. Проверите вредност парамет(а)ра за датум: |year= / |date= mismatch (помоћ)
3. ↑  Hill, G. F. (1910-03-03). „Paulys Real-Encyclopädie der Classischen Altertumswissenschaft - Paulys Real-Encyclopädie der classischen Altertumswissenschaft. Neue Bearbeitung … herausgegeben von G. Wissowa. XIIter. Halbband, Euxantios—Fornaces. Stuttgart: Metzler. 1909.”. The Classical Review. 24 (2): 66—67. ISSN 0009-840X. doi:10.1017/s0009840x00044516.
4. ↑  Lund, Dr Helen S; Lund, Helen S. (2002-09-11). Lysimachus. Routledge. ISBN 978-0-203-03404-0.
5. ↑  Heckel, Waldemar (2021). Who's who in the age of Alexander and his successors: from Chaironeia to Ipsos 338-301 BC. Barnsley, S. Yorkshire: Greenhill Books. ISBN 978-1-78438-648-1.
6. ↑  Vinogradov, Jurij G.; Vinogradov, Jurij Germanovic̆ (1989). Političeskaja istorija Olʹvijskogo polisa: VII - I vv. do n.ė. ; istoriko-ėpigrafičeskoe issledovanie. Akademija Nauk SSSR (Naučnoe izd изд.). Moskva: "Nauka". ISBN 978-5-02-008961-7.
7. ↑  Hammond, N. G. L. (1952-12-12). „Diodorus Siculus. With an English translation by C. H. Oldfather. Vol.V: Books XII 41–XIII. (Loeb Classical Library.) Pp. 453, 1 plate, 2 maps. London: Heinemann, 1950. Cloth, 15s. net.”. The Classical Review. 2 (3-4): 227—228. ISSN 0009-840X. doi:10.1017/s0009840x00159645.
8. ↑  The Thracian world at the crossroads of civilisations. 1, Vavila Edinf SRL, 1997, ISBN 978-973-98334-0-0
9. ↑  Valeva, Julia; Nankov, Emil; Graninger, Denver, ур. (2015). A companion to ancient Thrace. Hoboken: John Wiley & Sons Inc. ISBN 978-1-4443-5104-0.
10. ↑  Billows, Richard A. (1990). Antigonos the One-eyed and the creation of the Hellenistic state. Hellenistic culture and society. Berkeley: University of California Press. ISBN 978-0-520-06378-5.
11. ↑  Archibald, Zosia Halina (1998). The Odrysian kingdom of Thrace: Orpheus unmasked. Oxford monographs on classical archaeology. Oxford: Clarendon press. ISBN 978-0-19-815047-3.